# Emmanuel-Marie-Joseph-Anthelme Martin de Gibergues
Emmanuel-Marie-Joseph-Anthelme Martin de Gibergues, né le 4 août 1855 à Paris et mort le 28 décembre 1919) est un évêque de Valence.
Dans le transept de la  cathédrale Saint-Apollinaire de Valence se trouve le buste de l'évêque.